# Angband
U izmišljenom svijetu Međuzemlja J. R. R. Tolkiena Angband, sindarinski za 'Željezni zatvor', ili 'Željezni pakao', ime je Melkorove utvrde izgrađene prije Prvog doba. Nalazila se na sjeverozapadu Međuzemlja, sjeverno od Belerianda, u Željeznom gorju u neprijateljskoj zemlji Dor Daedelothu.
Utvrda je opisna u Tolkienovu Silmarillionu. Za obranu od mogućeg napada Valara izgradio ju je Melkor, kasnije prozvan Morgothom. Usprkos tome, Valari su uspjeli zatočiti Morgotha i uništiti mu glavno uporište Utumno. 
Iako su Valari razrušili Angband, temelji su mu preživjeli jer je glavnina valarske vojske bila usredotočena na razaranje Utumna. Tijekom vremena razni su Morgothovi sluge ponovo pronašli skrovište u djelomično razorenom Angbandu. Nakon dugog sužanjstva Morgoth se vratio i došao u Angband nad kojim je za zaštitu podigao vulkan Thangorodrim. Rijetko je izlazio iz svog skloništa, zabilježene su tek dvije prigode kad je izašao iz Angbanda. Prvi put je izašao na izravan izazov noldorskog kneza Fingolfina i još jedan put ranije kad je saznao za prvu pojavu ljudi. Iz Angbanda je vladao do kraja Prvog doba, kad ga je u Gnjevnom ratu razorila vojska Valara i vilenjaka.
U ranijim inačicama Tolkienova izmišljenog svijeta utvrda je nazivana Angamando, što je kvenjsko ime istog značenja.